# Canthyloscelidae
Canthyloscelidae Shannon, 1927, è una piccola famiglia di Insetti dell'ordine dei Ditteri (Nematocera: Psychodomorpha).

## Descrizione
Gli adulti sono moscerini con corpo scuro, robusto e lungo 3-9 mm. Morfologicamente sono affini agli Scatopsidae, da cui differiscono macroscopicamente per la conformazione delle ali e della loro nervatura, dei palpi mascellari e degli ocelli. Con gli Scatopsidae condividono la presenza degli ocelli, il capo generalmente oloptico, la semplificata nervatura alare, con subcosta ridotta, riduzione in lunghezza del ramo anteriore (R1), la semplificazione delle nervature anali (assenti o, al massimo, ridotte alla presenza della sola prima anale).
Il capo è provvisto di 2-3 ocelli, di cui il mediano è assente o ridotto; gli occhi sono connati dorsalmente e leggermente separati sotto l'inserzione delle antenne. Le antenne sono brevi, composte da 12-16 articoli, di cui il distale è visibilmente più lungo degli altri. L'apparato boccale è di tipo succhiante non perforante, ridotto, con palpi mascellari composti da quattro segmenti.
Il torace è robusto, convesso dorsalmente, con zampe relativamente brevi, più o meno dobuste, e ali più lunghe e strette di quelle degli Scatopsidae e con lobo anale appena accennato. L'addome si presenta relativamente sottile, leggermente appiattito in senso dorso-ventrale, allargato posteriormente.
La nervatura alare si differenzia, da quella degli Scatopsidae, per la maggiore evidenza delle vene posteriori e per la frequente pigmentazione di quelle anteriori. La costa si estende oltre la confluenza di R5, arrivando quasi all'apice dell'ala. La subcosta è ridotta e strettamente ravvicinata alla base della radio e presenta l'estremità distale libera, senza confluire sulla costa.
La radio si suddivide in tre branche, rispettivamente R1, R2+3 e R4+5. R1 confluisce sulla costa in corrispondenza della metà del margine costale. Nella maggior parte delle specie, il settore radiale R2 si suddivide in due rami, R2+3 e R4+5. Il primo ramo è breve e trasverso e confluisce sul margine costale presso la terminazione di R1 o sulla terminazione stessa, mentre R4+5 si prolunga longitudinalmente confluendo sulla costa in corrispondenza dell'estremità distale del margine anteriore, prima dell'apice dell'ala. In Synneuron, il settore radiale, si fonde per un breve tratto con R1 per poi separarsi nuovamente senza dividersi.
La media si compone di due rami. Il tratto basale della media è assente perché fuso con la radio, perciò la base M1+2 trae origine dal settore radiale. La biforcazione M1+2 è completa (Exiliscelis e Hyperoscelis) o incompleta per assenza della base di M2 (Canthyloscelis e Synneuron).
La cubito si divide nelle due branche del ramo anteriore, CuA1 e CuA2. Le vene anali sono del tutto assenti (Synneuron) o ridotte alla sola prima anale (A1); in quest'ultimo caso è completamente formata e raggiunge il margine dell'ala (Canthyloscelis, Hyperoscelis) oppure è limitata ad una traccia alla base (Exiliscelis).
La conformazione nelle nervature trasversali è condizionata dalla struttura della media: in tutta la famiglia manca la radio-mediale, in quanto fusa con il settore radiale e la base della media, mentre è sempre presente la medio-cubitale (m-cu). Fra le ipotesi si ritiene che la base della media sia fusa con la medio-cubitale prima e con il settore radiale poi.
| |  |
| Schemi della nervatura alare nei Canthyloscelidae. In alto: Canthyloscelis (a sinistra) e Hyperoscelis (a destra). In basso: Synneuron (a sinistra) e Exiliscelis (a destra). Legenda. C: costa; Sc: subcosta; R: radio; M: media; Cu: cubito; A: anale; h: omerale; m-cu: medio-cubitale. |  |
| |  |

## Habitat e biologia
La biologia dei Canthyloscelidae è poco conosciuta. Sono associati ad ambienti forestali, con larve saprofaghe che si nutrono a spese del legno in decomposizione e permeato da miceli fungini. Si rinvengono perciò nel legno umido e marcescente delle ceppaie e dei tronchi caduti. Gli adulti si rinvengono nello stesso ambiente, in prossimità dei siti natali.
Di particolare importanza è la nicchia ecologica occupata da questa famiglia. Tutte le specie sono associate a foreste primarie perciò la loro esistenza è minacciata dalla degradazione degli ambienti forestali, in particolare in Europa.

## Sistematica
La famiglia appena 15 specie, ripartite fra quattro generi:
- Canthyloscelis: comprende 9 specie a distribuzione circumantartica (Cile, Argentina, Nuova Zelanda):
  - C. antennata
  - C. apicata
  - C. balaena
  - C. brevicornis
  - C. claripennis
  - C. nigricoxa
  - C. pectinata
  - C. pectipennis
  - C. valdiviana
- Exiliscelis. Comprende una sola specie neartica:
  - E. californiensis
- Hyperoscelis (syn. Corynoscelis, Spiloptera). Comprende due specie a diffusione paleartica:
  - H. eximia
  - H. veternosa
- Synneuron. Comprende tre specie a diffusione oloartica:
  - S. annulipes
  - S. decipens
  - S. sylvestre

A questi si aggiunge il genere fossile Prohyperoscelis, comprendente una sola specie datata al Giurassico.
I Canthyloscelidae erano in principio inclusi nell'ambito della famiglia degli Scatopsidae. In seguito, diversi Autori hanno separato alcuni generi dagli Scatopsidae ma, fino agli anni sessanta, alla letteratura è associata una notevole confusione in merito alla nomenclatura e alla corretta collocazione sistematica dei taxa. In sintesi, la distinzione formale di due famiglie (Synneuridae e Canthyloscelidae) dagli Scatopsidae sensu stricto può essere fatta risalire a ROHDENDORF (1964) e HUTSON (1977), ma si deve a quest'ultimo il lavoro accurato di revisione delle due famiglie: ROHDENDORF definì la ripartizione dei generi fra due famiglie, usando tuttavia due nomi incongruenti (Synneurontidae e Canthyloscelididae). HUTSON definì dettagliatamente i criteri di nomenclatura, le chiavi di determinazione e l'esatta collocazione delle specie allora conosciute.
Nel 1997, HAENNI spostò i Synneuridae all'interno dei Canthyloscelidae e definì la suddivisione in due sottofamiglie (Canthyloscelinae e Synneurinae), ancora oggi adottata nello schema tassonomico di Fauna Europaea. Nel 2000, AMORIM revisionò la famiglia riducendo i Synneurinae al rango di sinonimo di Canthyloscelinae.

## Distribuzione
L'areale della famiglia si estende, su entrambi gli emisferi verso le alte latitudini. Mancano del tutto nelle regioni tropicali, subtropicali e temperato-calde, ivi compresa l'Italia.
I generi Hyperoscelis, Exiliscelis e Sinneuron sono oloartici. Hyperoscelis e Synneuron hanno distribuzione paleartica, con l'eccezione di S. decipens, presente in un vasto areale che comprende gran parte del Canada, l'Alaska e le regioni occidentali degli USA fino al Colorado. Exiliscelis californiensis è esclusivamente neartica, presente solo nelle foreste della California e dell'Oregon. Le specie europee, presenti anche nel paleartico asiatico, hanno un areale ristretto alle medie e alte latitudini, comprendendo, in generale, l'Europa centrale, la Scandinavia, la Finlandia, la Russia e alcune regioni dell'Est europeo.
Il genere Canthyloscelidae ha invece una tipica distribuzione gondwaniana: cinque specie sono infatti endemiche della Nuova Zelanda, mentre le restanti quattro (C. apicata, C. pectinata, C. pectipennis, C. valdiviana) sono neotropicali, presenti in Cile e in Argentina. La distribuzione di questo genere evidenzia l'antica origine della famiglia, risalente alla prima fase del Mesozoico, come del resto testimonia l'unico reperto fossile ritrovato, risalente al Giurassico.